# 云南狗骨柴
云南狗骨柴（学名：Diplospora mollissima）为茜草科狗骨柴属下的一个种。灌木或小乔木。产于云南南部和西部，生于海拔760-1900米处的山地或溪边的林中。